# Hypomanie
Hypomanie is een lichte vorm van manie. Evenals bij een manie treden hyperactiviteit, overmatige vreugde, impulsiviteit of prikkelbaarheid op, maar het contact met de realiteit gaat niet verloren en er treden ook geen psychotische symptomen op (zoals wanen en hallucinaties). 
In lichte gevallen hoeft hypomanie niet eens als een aandoening gezien te worden, maar in combinatie met andere symptomen (met name depressiviteit) kan er wel sprake zijn van een stemmingsstoornis.